# Tomophyllum repandulum
Tomophyllum repandulum là một loài thực vật có mạch trong họ Polypodiaceae. Loài này được (Mett.) Parris mô tả khoa học đầu tiên năm 2007.